# Henrike Zollfrank
Henrike Zollfrank (* 3. Dezember 1988 in Steinfurt) ist eine deutsche Fußballspielerin.

## Leben

### Karriere
Zollfrank begann ihre Karriere bei Borussia Emsdetten. Nachdem sie in Emsdetten alle Jugendmannschaften bis zur D-Jugend durchlaufen hatte, wechselte sie 2001 in die C-Jugend von Preußen Borghorst. Bei Preußen spielte sie von der C-Jugend bis zur A-Jugend und wechselte im Sommer 2004 in die Fußball-Bundesliga der Frauen zum FFC Heike Rheine.
Bei den Damen aus Rheine spielte sie in der Saison 2004/05 und 2006/07 in sieben Bundesligaspielen. Nach dem Abstieg in die 2. Bundesliga Nord wurde sie Mannschaftskapitänin.
Im Januar 2013 begann Henrike Zollfrank bei den 1. Frauen des Hamburger SV. Nach 22 Einsätzen und 4 Toren, in 2 Jahren für den HSV, wechselte Zollfrank im Sommer 2015 zum SV Henstedt-Ulzburg.

### Privates
Seit 12. März 2012 studiert Zollfrank an der HAW Hamburg.